# Toomas Edur
Toomas Edur   (Tallinn, 20 de gener de 1969) (o Thomas Edur) és un artista de ballet estonià.
Va néixer a Tallinn. Es graduà el 1988 a l'escola de coreografia de Tallinn. En els anys 1990–1996 Edur va ser el ballarí principal del ballet nacional anglès (1996 –1997) en el Royal Ballet de Birmingham. El 1998 va tornar a treballar en el Ballet Nacional d'Anglaterra.
El febrer de 2009, l'òpera nacional estoniana el va triar pel Consell d'Estònia com a director artístic del ballet, i va ocupar el càrrec fins al 2019.

## Els reconeixements
- 1990 Premi a la millor parella en el concurs internacional de ballet als Estats Units (amb l'Age Oks)[2]
- 2001 Orde de l'Estrella Blanca, 3a classe[3]
- 2002 Premi Ballet de la Unió teatral estoniana (amb l'Age Oks)
- 2010 Comandant de l'Orde de l'Imperi britànic (a Oks i Toomas Edur per a la promoció de les relacions culturals dels dos països, Elizabeth II l'anomenà el 12 de juny de 2010).[4]

## Personal
La seva mare va morir en l'enfonsament de l'MS Estonia. Va estar casat amb Age Oks. La seva filla Elizabeth va néixer l'1 de gener de 2010.